# 1.000 Kilòmetres
1.000 Kilòmetres és un joc de cartes de procedència francesa, creat per Edmond Dujardin el 1954, el nom original és Mille Bornes. S'ha estès per tots els principals països del món, i destaca per la rapidesa i varietat de les seves jugades.

## Objectiu
Aconseguir acumular exactament 1000 punts abans que el jugador contrari.

## Equip
106 cartes en total
Safata de plàstic amb dos departaments
Fulles de comptabilitat

## Tipus de cartes

### Cartes Atac
Hi predomina el color vermell. s'utilitzen per posar obstacles i evitar que l'altre jugador avanci kilòmetres. Es juguen únicament sobre la <pila d'Atacs i Defenses> del jugador contrari. Mai es pot col·locar una Carta Atac sobre una altra Carta Atac.
Tipus de cartes d'atac:
3 x Sense Gasolina
3 x Punxada
3 x Accident
4 x Límit de velocitat
5 x Semàfor Vermell (STOP)

### Cartes Defensa
Hi predomina el color blau. Es juguen únicament sobre la pròpia <pila d'Atacs i Defenses> per a contrarestar l'efecte de les <Cartes Atac> que hagi col·locat el jugador contrari.
Tipus de cartes defensa:
6 x Gasolina
6 x Roda Recanvi
6 x Reparacions
6 x Fi de Límit de Velocitat
14 x Semàfor Verd (Lliure)

### Cartes Escut
Es distingeixen per una banda diagonal de color verd fosc. Són les cartes més importants del joc i serveixen per preveure i fer-se invulnerable als atacs dels jugadors contraris.
Tipus de cartes escut:
1 x Cisterna de gasolina
1 x Inpunxable
1 x As del Volant
1 x Vehicle Prioritari
Puntuen més si s'usen com a resposta a una carta d'atac que si es col·loquen com a barrera protectora (impedeixen perennement els atacs relacionats)

### Cartes d'Etapes Quilomètriques
Es distingeixen perquè porten la fita quilomètrica i un gran número que indica l'avanç que s'aconsegueix amb cada carta. En exposar-les sobre la taula, es van sumant els seus valors amb l'objectiu d'arribar als 1000 km que es necessiten per guanyar el joc.
Tipus de cartes d'etapa quilomètrica:
4 x 200 km.
12 x 100 km.
10 x 75 km.
10 x 50 km.
10 x 25 km.

## Col·locació de les cartes
Pila d'Atacs i Defenses: s'hi juguen tots els <Atacs> i <Defenses> excepte les cartes <Límit de Velocitat> i <Fi de Límit de Velocitat> que tenen una pila pròpia, la Pila de Velocitat.
Escuts: S'hi col·loquen les cartes <Escut>
Cartes d'Etapes Quilomètriques: s'hi exposen aquestes cartes de tal manera que sigui visible en tot moment la suma de quilòmetres.

## Regles del joc
Es reparteixen 6 cartes a cada jugador. Les cartes que sobren es col·loquen a un departament de la safata de plàstic, i serà la pila on es roben cartes durant el curs del joc.
A cada torn el jugador ha d'agafar una carta de la pila i després jugar una de les cartes sobre el joc o descartar-la al departament de Descart o POU. Al final de cada torn sempre ha de tenir 6 cartes a la mà.
El Semàfor Verd (Lliure) és necessari per poder avançar kilòmetres, sia a l'inici de la partida o després de contrarestar una Carta Atac. És a dir, per poder avançar quilòmetres a la pila d'Atacs i Defenses la carta visible ha de ser un semàfor verd.
El Semàfor Vermell (STOP) sempre es col·loca sobre una carta <Semàfor Verd> de la pila del contrari, i impedeix que l'oponent pugui jugar Cartes d'Etapa Quilomètrica fins que torni a jugar una carta <Semàfor Verd> en un altre torn.
El Límit de velocitat es juga sobre la Pila de Velocitat, i limita les Cartes d'etapes de l'oponent a les de 25 o 50 km. La manera d'anul·lar aquesta limitació és jugant a sobre la carta Fi de Límit de Velocitat.
Les cartes Sense Gasolina, Punxada i Accident són les Cartes Atac i es juguen sobre un semàfor verd de l'oponent per impedir que avanci. L'oponent pot contrarestar l'efecte amb una carta Gasolina, Roda de Recanvi o Reparacions respectivament. Llavors en un torn següent cal que torni a jugar una carta Semàfor Verd per poder continuar sumant km.
Les cartes Escut donen immunitat a les Cartes Atac
Cisterna: anul·la a <Sense Gasolina>
Impunxable: anul·la a <Punxada>
As del Volant: anul·la <Accident>
Vehicle Prioritari: anul·la <Límit de Velocitat> i <Semàfor Vermell>
El joc acaba quan un jugador completa exactament 1000 km o quan s'acaben totes les cartes de la pila.

## Altres noms
- 1000 Bornes
- 1000 HITOS
- 1000 Kilometer
- 1000 Kilometers
- 1000 kilometros
- 1000 KM
- 1000 Meilen
- 1000 Miles
- 1000 Χιλιόμετρα
- El As de la Carretera
- Fast and Furious
- Michael Schumacher Formel 1 - Gib Gas!
- Mil Millas
- Millemiglia
- La Ruta del Fantasma